# 에드먼드 핼리
에드먼드 핼리(Edmond Halley, Edmund라 적기도 함, 1656년 11월 8일 ~ 1742년 1월 14일)는 영국의 천문학자, 기상학자, 물리학자, 수학자이다.
핼리는 런던의 부유한 비누 제조업자의 아들로 태어났다. 어릴 적 런던 세인트 폴 스쿨에 다녔고, 1673년 옥스퍼드 대학교 퀸즈 컬리지에 입학하였다.1675년 최초의 왕립천문학자로 임명된 존 플램스티드를 도와 그리니치 천문대에서 1675년 6월 27일과 12월 21일, 두 번에 걸친 월식 관측 등 많은 관측 활동을 하였다.
1676년에는 8월 21일에 관측된 달의 화성에 대한 엄폐현상, 그 해 여름에 관측된 태양의 흑점, 그리고 행성의 궤도에 대하여 총 세 편의 과학논문을 발표하였다. 동해 남반구 하늘을 정확하게 관측하기 위해 세인트헬레나섬으로 항해를 떠나 그곳에서 별을 목록화하고, 태양의 표면을 가로지르는 수성의 자오선 통과를 관찰하였다. 이후 고향으로 돌아와 1678년 11월, 《남반구 천체목록》을 출판했고, 그 해 11월 30일 왕립학회 특별회원으로 선출되었다.
1705년, 《혜성 천문학 총론(Synopsis Astronomia Cometicae)》을 발간하면서 1456년과 1531년, 1607년, 1682년에 나타났던 혜성이 모두 같은 혜성이라는 주장을 제시하고, 이 혜성이 1758년 다시 나타날 것이라 예측하였다. 예측이 사실로 밝혀지면서 이 혜성은 핼리 혜성이라고 불리게 되었다.
또 1693년 사망률을 바탕으로 보험금 요율(annuity) 공식을 만들어 보험 상품의 수학적 토대를 마련하였다.

## 생애

### 출생과 대학 생활

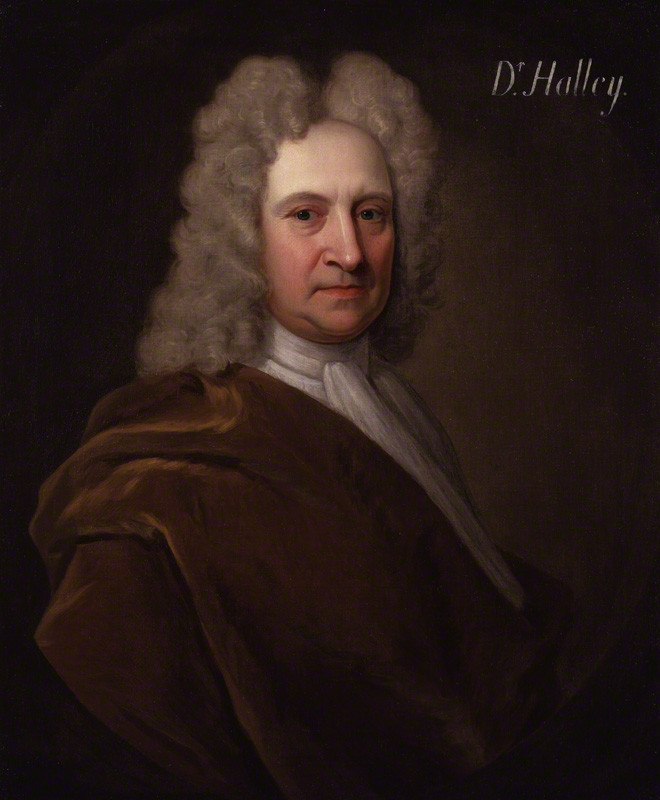
1722년 즈음의 초상화

핼리는 영국 쇼어디치 해걸스톤 지방에서 삼형제 중 장남으로 태어났다. 그의 아버지는 영국 중부의 더비셔 가 사람이었고, 비누의 사용이 전 유럽의 인기였던 시기에 런던에서 비누 제작 사업을 하는 부유한 상인이었다. 핼리의 아버지는 1666년 대화재로 상당한 손해를 보았음에도 불구하고, 평생 동안 그의 아들의 과학적 흥미를 지지할 만큼 부유했다. 핼리의 어머니는 그가 옥스퍼드에 가기 1년 전인 1672년 죽었고, 아버지는 1684년에 죽었다. 어렸을 때, 핼리는 집에서 개인 교습을 받으며 수학에 많은 흥미를 보였다. 그는 세인트 폴 스쿨에서 공부하였고, 그 후, 1673년부터 옥스퍼드 대학교 퀸스 칼리지에서 공부하였고 학부생 때 태양계와 태양의 흑점에 관한 논문을 왕립 학회에 보냈다. 옥스퍼드에 입학하기 전부터 핼리는 숙련된 천문학자였다. 그의 아버지는 핼리에게 최고의 과학 기기들을 사주며 천문학에 대한 그의 흥미를 격려하였다.

### 연구와 논문 발표의 개요

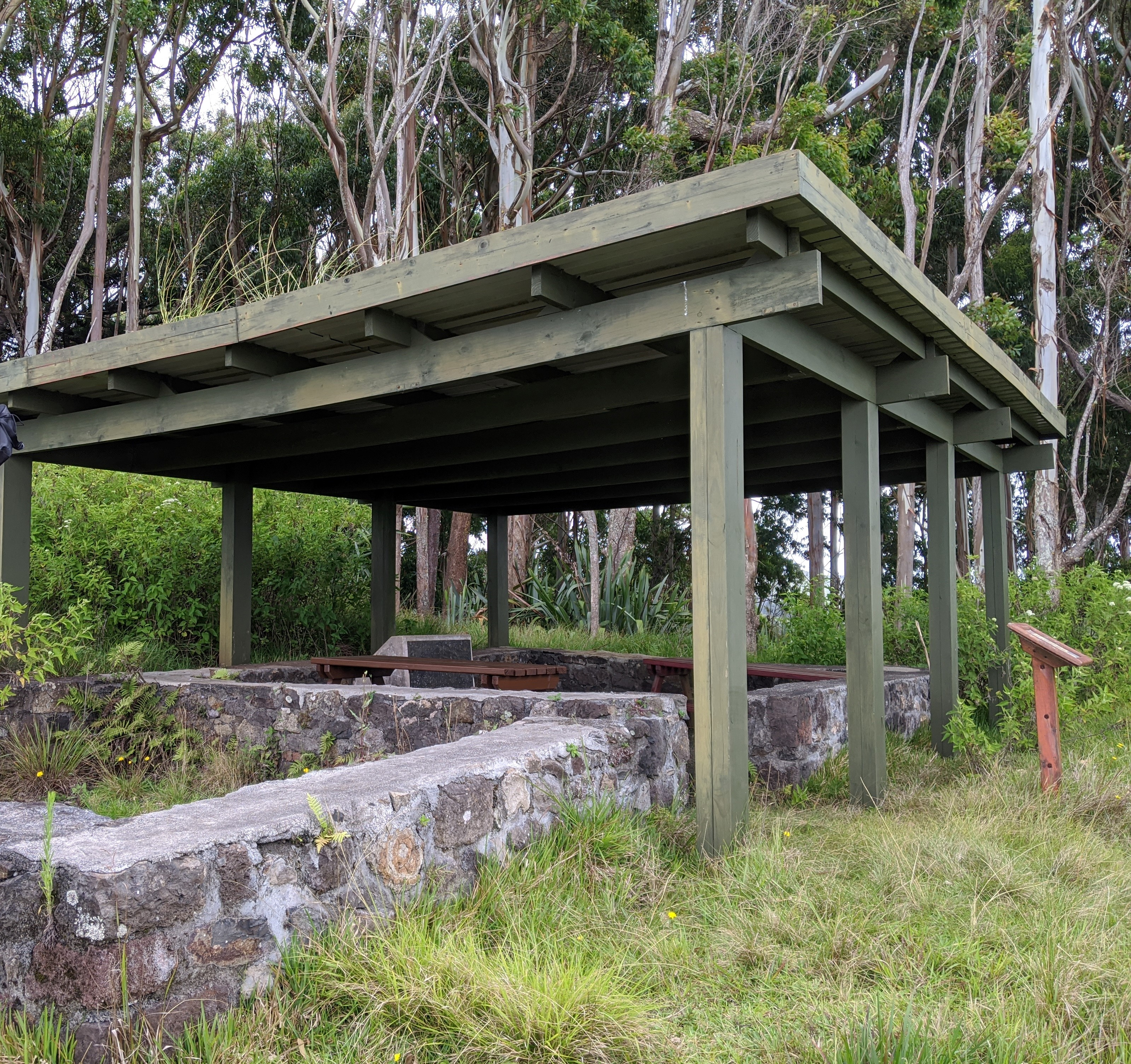
세인트헬레나섬에서 핼리가 사용했던 천문대

1675년, 핼리는 그리니치 천문대의 왕립 천문학자였던 존 플램스티드의 조수가 되었다. 그는 1676년 옥스퍼드를 떠나 남대서양에 있는 세인트헬레나섬을 방문하여 망원 조중기를 가진 커다란 육분의를 이용하여 관측을 한 후, 남반구의 별들을 목록화하였다. 세인트헬레나섬에 있는 동안, 핼리는 수성의 태양면 통과를 관측하였고, 금성의 태양면 통과를 이용하면 태양계의 확실한 크기를 결정할 수 있음을 깨달았다. 1678년 5월, 그는 영국으로 돌아왔다. 그 다음 해 그는 폴란드의 그단스크로 가서 분쟁을 해결하기 위해 왕립학회를 지지하였다. 천문학자 요하네스 헤벨리우스가 망원경을 사용하지 않은 채 열린 시야에서 별들을 관측하여, 로버트 훅이 그의 관측 결과에 의문을 가지며 분쟁이 생겨난 것이다. 핼리는 헤벨리우스와 함께 지내며 헤벨리우스의 관측 결과의 질을 관찰하고 입증하였다. 같은 해, 핼리는 세인트헬레나섬에서 관측했던 결과를 341개 남반구 별들의 정보를 포함한 《남반구 천체 목록》을 출판하였다. 그는 국왕의 권고로 옥스퍼드 대학교의 석사 학위를 받았고, 왕립 학회의 특별 회원으로 선출되었다. 이것은 최초의 남쪽 하늘의 별들에 대한 정확한 목록이었고, 또한 최초의 망원경을 이용한 별 측량이었다. 존 플램스티드는 핼리를 ‘남쪽의 티코’라고 불렀다.
1686년, 핼리는 세인트헬레나섬에서의 관측을 바탕으로 무역풍과 폭풍우에 관한 표들을 정리하여 논문으로 출판하였다. 이 논문에서, 그는 태양열 난방이 대기의 움직임 때문이라는 것을 인지하였다. 그는 기압과 해수면의 높이 사이의 관계 또한 설립하였다. 핼리의 표들은 정보 시각화 분야에 많은 기여를 하였다. 그는 짧게 끊어진 선들로 바람을 표시하였고, 각각의 선들은 방향을 표시하기 위해 두꺼운 머리와 꼬리를 가지고 있었다. 또 핼리는 높이와 기압 사이의 관계를 수식화하였다.

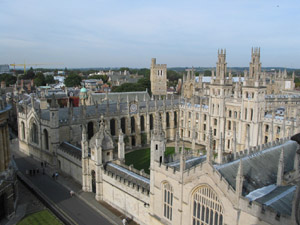
옥스퍼드 대학교

핼리는 1682년 Exchequer의 편집장의 딸인 메리 툭과 결혼하여 이즐링턴에 자리 잡았다. 세 명의 자녀를 가졌는데, 딸 캐서린과 마가렛은 1688년에 태어나고, 아들 에드먼드는 1698년에 태어났다. 해군의 군의관이었던 아들 에드먼드는 그의 아버지보다 1년 먼저 사망한다. 핼리의 아내는 그보다 5년 일찍 사망한다. 핼리는 삶을 즐기고 유머 감각을 지녔던 것으로 보인다. 핼리는 달 관측으로 대부분의 시간을 보냈지만, 중력에도 많은 관심을 갖고 있었다. 그의 이목을 끈 문제들 중 하나가 케플러의 행성 운동 법칙이었다. 1684년 8월, 그는 케임브리지로 가서 아이작 뉴턴과 이 문제에 대해 토론하였다. 핼리는 아이작 뉴턴이 《프린키피아》를 쓰도록 설득하였고, 자신의 돈으로 책을 출판하였다.
1687년과 1720년 사이에 핼리는 기하학, 작도, 방정식의 근을 구하는 방법, 로그함수와 삼각 함수의 계산 등 순수 수학에 관한 일곱 개의 논문을 발표하였다.
1691년, 핼리는 사람을 태워 물 속 깊이 내려 보낼 때 쓰는 잠수기구인 잠수종을 만들었다. 같은 해 왕립학회의 모임에서, 핼리는 자화된 바늘을 액체로 채워진 통에 넣어 만든 자기 나침의의 운동 모형을 소개하였다. 핼리의 관심의 범위는 넓었고, 그는 고대사에도 관심을 보여 핼리는 월식 등으로부터 얻을 증거로 율리우스 시저가 영국에 도착한 날짜와 장소에 관한 논문을 출판했다.
1691년, 핼리는 옥스퍼드에 있는 새빌 좌 천문학 교수 자리를 원했지만, 그는 무신론자로 알려져 있었기 때문에 아이작 뉴턴의 후계자인 데이비드 그레고리와의 교수 경쟁에서 밀려났다.
1692년, 핼리는 지구가 800 km 두께의 껍질, 두 개의 내부 껍질과 가장 안쪽의 핵으로 이루어진 텅 빈 구조라는 아이디어를 제시하였다. 그는 대기가 이 껍질들을 분리시키고, 각각의 껍질들이 각자의 자극을 갖고 있으며, 각각의 구가 서로 다른 속도로 회전하고 있다고 주장하였다. 핼리는 이례적인 나침반 자료를 설명하기 위해 이 도식을 제안하였다. 그는 각각의 안쪽 영역이 대기를 갖고 있으며 빛을 낸다고 예상하였고, 탈출한 가스들이 북극광을 일으킨다고 추측하였다.
1693년, 핼리는 인간의 사망률표를 만들어 발표하였다. 그 후 생명보험회사들은 과학적 토대를 갖춘 그 표에 기초해서 보험료를 산출하였고, 인구 통계학의 시초가 되었다.
1695년 그는 몇 년 전에 영국의 상인이 그곳의 황폐함을 묘사한 적이 있었던 팔미라야자의 고대 시리아 도시에 관해 출판을 했는데, 이 논문은 18세기 영국의 고고학자들로 하여금 많은 연구를 하게 할 만큼 흥미로운 것이었다.
1704년, 핼리는 존 월리스를 이기고 옥스퍼드의 새빌 좌 기하학 교수가 되는데 성공했다. 그는 죽을 때까지 그 자리에 있었다.
1720년, 핼리는 그리니치 천문대의 왕립천문학자로 존 플램스티드를 계승했고 19년 동안의 달의 주기 관측을 끝마쳤으며 달의 자오선 통과 시기를 관측하여 바다의 경도를 결정하는 데 도움을 주는 등 많은 관측을 하였다. 그 때 그의 나이는 63세였다.

### 죽음
1742년 1월 14일 핼리는 86세에 그리니치에서 생을 마감했다.

## 종교
핼리의 종교는 영국 국교회인 성공회였다. 핼리는 성서를 문자 그대로 받아들여야 한다고 생각하지 않았으며 성서의 보편적인 권위에 의문을 가졌다. 그 예로, 핼리는 대홍수에 대한 그의 유명한 논문과 해수의 염분에서 지구의 나이를 계산한 자료들이 있었는데 이 자료들은 널리 인정된 성서의 연대기를 넘어서는 지구의 나이를 도출해내었다.

## 연구 활동

### 금성의 태양면 통과

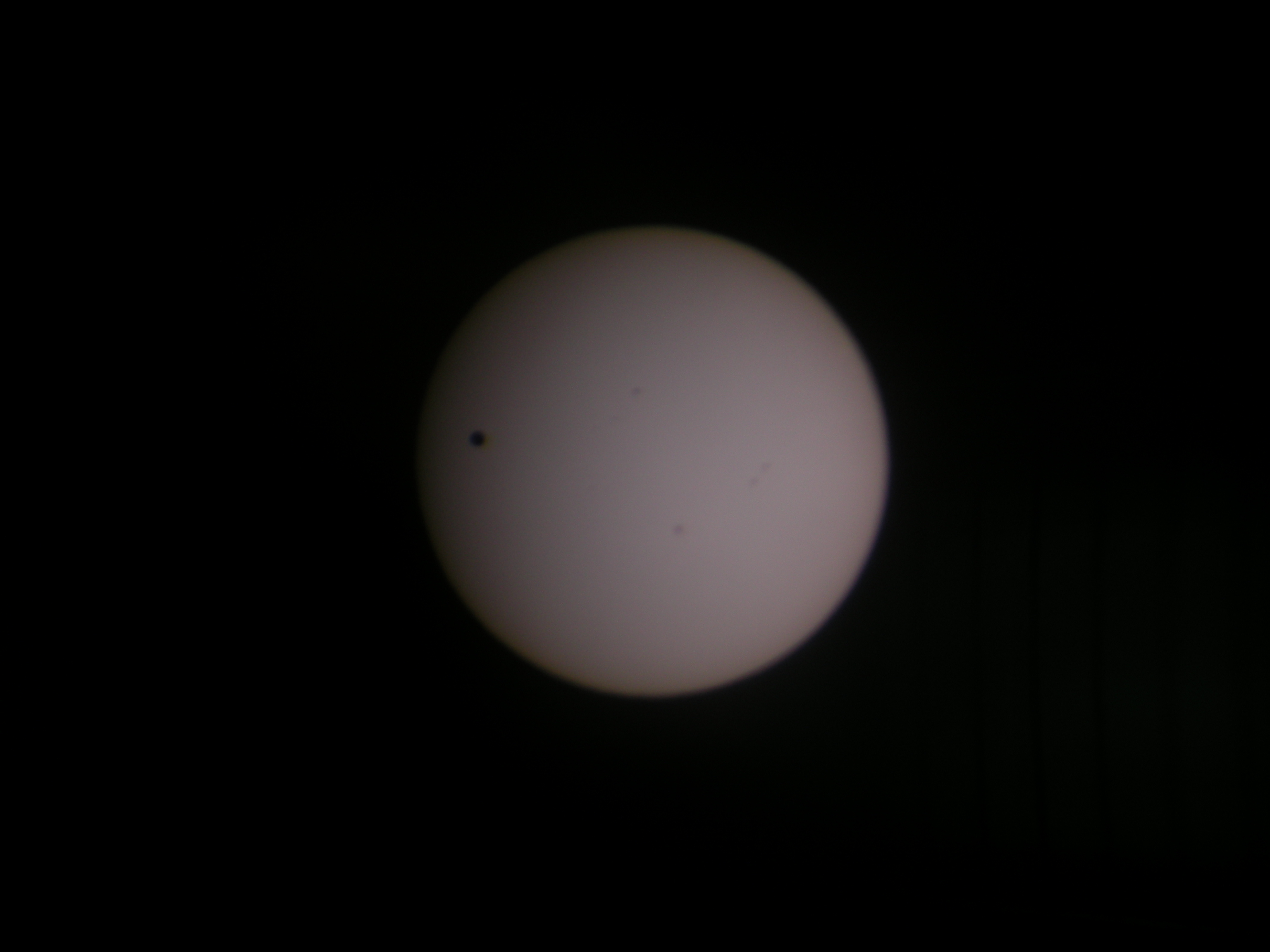
금성의 태양면 통과

핼리는 태양까지의 거리를 측정하는데 있어 주목할 만한 발견을 하였다. 행성계의 크기나 별들까지의 거리가 정확한 값으로 결정되기 위해서는 지구에서부터 태양까지의 거리를 정확하게 아는 것이 필요했다. 핼리는 1663년 제임스 그레고리에 의해서 처음 고안된 생각으로 태양을 가로지르는 수성의 통과를 관측하였다. 수성이 태양을 가로지르기 위해 들어가는 순간과 나오는 순간의 시간을 기록하고 다른 위도에 있는 관측소에서의 결과를 비교한 후 수성이 간 거리가 구해졌다. 그 뒤 요하네스 케플러의 제 3법칙 조화의 법칙을 이용하여 지구로부터 태양까지의 거리가 구해질 수 있었다. 핼리는 곧 금성의 태양면 통과를 관측하면 더욱 정확한 결과를 얻을 수 있음을 알아냈다. 금성은 수성보다 지구에서 2배로 가까운 곳에 위치해 있었기 때문에 태양면을 통과하는데 걸리는 시간 측정에서 비롯된 오차를 줄일 수 있을 것이라 생각했다.
금성의 태양면 통과 현상은 매우 드물게 일어나지만 예측가능했다. 핼리가 금성의 태양면 통과를 예측한 방법은 삼각측량과 시차 기법이었다. 핼리는 이 두 가지 방법을 이용해 태양까지의 거리를 측정하였고 이를 통해 금성의 태양면 통과 날짜를 예측할 수 있었다. 핼리가 예측한 금성의 태양면 통과 연도는 1761년과 1769년이였다.
그 시기가 되면 그는 분명 살아 있지 않을 것이었지만 핼리는 금성의 태양면 통과를 관측하는 방법과 계산을 하는 과정을 아주 자세하게 설명해 Philosophical Transaction에 출판했다. 1761년의 통과를 관측하기로 한 조세프 들릴은 1724년에 런던으로 왔고 그 주제에 대해 핼리와 의논했다. 그리고 들릴은 영국 천문학자들에게 관측소를 세우도록 하였고 핼리가 제안한 방법을 약간 변경하여 총 63개의 관측소에서 관측을 하였다. 1769년 통과에서도 63개의 관측소에서 관측한 자료가 보내져 태양으로부터 지구까지의 거리로 950만 마일이라는 값이 구해졌다. 후에 930만 마일로 고쳐졌다. 이것은 현재의 값인 928만 7천 마일과 비교했을 때 매우 훌륭한 결과였던 것으로 보인다.

### 지자기
핼리는 지구 전역의 지자기에 대해 연구하였다. 핼리는 벤저민 미들턴이라는 사람과 함께 지자기에 대해 연구를 하였고, 그들이 해군 본부에 제출한 연구 목적은 지자기를 연구해 항해 여건을 개선시킨다는 것이었다. 벤저민 미들턴은 왕립학회의 특별 회원이었다. 그들은 해군 본부로부터 허락을 받아내었고, 메리 2세는 그들의 항해를 위한 배를 만들도록 허락하였다. 그러나 그들의 배 건조는 조금 느리게 진행되었다. 이 배가 건조되는 동안 핼리는 아이작 뉴턴과 연락하며 혜성에 대한 연구를 시작할 조짐을 보였다.
핼리는 파라모어라는 배를 타고 남대서양 멀리까지 항해를 하며 연구를 하였다. 파라모어는 현대의 입장으로 보았을 때는 상당히 작은 배이다. 항해 계획 중 벤저민 미들턴이 사망하고 여왕 메리가 사망하는 일로 인해 항해는 더 지연되었었지만 여왕 메리를 이은 윌리엄 3세의 도움으로 항해를 이어나갈 수 있었다. 핼리는 표트르라는 조선술을 배우는 학생에게 선박 제조 기술을 배우기도 하였다. 그러나 표트르를 만나고 벌인 잔치로 인해 그는 파라모어호의 경비 반을 잃기도 한다. 에드워드 해리슨을 부관으로 출발한 파라모어 호는 남아메리카의 끝자락에서 지자기를 관찰한다. 그리고 에드워드 해리슨의 도움 없이 핼리는 연구를 마치고 돌아온다. 그러나 핼리의 연구는 여기서 그치지 않는다. 핼리는 다시 파라모어 호를 타고 영불해협의 조류에 대해 조사한다. 이것은 여왕 앤의 정탐임무를 맡고 있었다고 유추되기도 한다.
1701년 그는 대서양과 태평양 일부에 대해 나침반의 편차가 같은 위치를 선으로 이은 최초의 자기 표를 발표하였다. 이 표에서 그는 모든 가능한 관측 자료를 사용하여 그만의 방식으로 늘려나갔고, 이것은 항해와 바다에서 경도를 정하는 데에 도움이 되었다. 하지만, 나침반의 편차를 정확성있데 결정한다는 것은 어려운 일이었고, 시간이 흐름에 따라 나침반의 편차는 변할 수 있다는 것이 발견됨에 따라 핼리의 경도를 찾는 방법은 널리 적용되지 않았다.

### 별의 고유 운동

별의 고유 운동

당시 왕립 그리니치 천문대의 장이던 존 플램스티드는 자신이 그리니치 천문대에 있으면서 관측한 천문 자료들에 대해서 소유권을 주장하며 핼리에게 자신의 자료를 보여주지 않으려고 하였다. 당시의 왕립학회 회장이던 아이작 뉴턴이 존 플램스티드에게 천체 관측 자료를 공개하기를 요구했지만 존 플램스티드는 거부했다. 그러나 여왕 앤의 권력에 의해서 존 플램스티드는 자신의 관측자료를 열람할 수 밖에 없게 되었다. 앤이 천문대 방문위원회를 구성해 존 플램스티드의 관측 자료를 볼 수 있게 만들어 준 것이다. 핼리는 존 플램스티드의 자료를 순서대로 정리해 천체 목록을 출판하였다. 그리고 존 플램스티드의 모든 자료들은 존 플램스티드가 죽은 후 그의 미망인이 출판하였다.
핼리는 존 플램스티드의 옛 자료들을 이용하여 천문 연구를 하였다. 핼리는 존 플램스티드의 관측 자료를 고대 그리스인들이 관측한 자료와 비교했는데, 고대 그리스의 천문학자인 프톨레마이오스의 《알마게스트》(Almagest)의 기록과 존 플램스티드의 관측 자료가 다른 점을 발견했다. 시리우스와 아르크투르스(대각성)의 위치가 주변 별들에 대하여 움직였던 것이다. 이것은 현재 천문학자들이 고유운동이라도 부르는 현상이었다. 고대 그리스인들의 측정 오차를 고려하더라도 존 플램스티드와 고대 그리스인들의 관측 결과는 많이 달랐다. 아주 밝은 별들의 위치 조차도 상당히 다르게 측정되어 있었다. 핼리는 이것을 바탕으로 별들이 움직였다는 결론을 내리게 되었다. 이것은 수정구에 별들이 박혀 있다고 주장했던 천동설에 완전히 반대되는 생각이었다. 이렇게 핼리는 별들이 독자적으로 움직일 수 있다는 사실을 밝혀내게된다.

### 혜성

#### 핼리 이전의 혜성
혜성은 수 천 년 동안 알려져 왔다. 기원전 240년 전 중국의 기록에서 하늘에 며칠 혹은 몇 주까지 나타났다가 사라지는 ‘빗자루 별’이라는 것을 살펴볼 수 있다. Comet이라는 단어는 머리털이라는 뜻을 가진 그리스 단어 kometes에서 비롯된 것이다. 혜성은 태양계의 작은 물체로 보통 수 마일의 지름을 가지며 ‘더러운 눈뭉치’라고 묘사되기도 한다. 그들은 얼음의 고체핵, 먼지, 기체 상태 물의 코마, 이산화탄소와 다른 기체들로 이루어져 있고, 먼지와 이온화된 기체로 이루어진 꼬리를 만들며 움직인다. 혜성은 태양계 초기 물질로부터 만들어졌다고 믿어지고 있다 아리스토텔레스는 혜성이 지구 대기에 존재한다고 믿었지만, 1577년 티코 브라헤가 혜성은 그것보다 훨씬 먼 거리에, 지구가 아닌 우주에 속한다는 것을 밝혀냈다.

#### 핼리의 혜성에 대한 연구
핼리의 혜성 연구에서 그는 혜성들이 태양 주위를 타원 궤도로 돌고 있고 혜성들의 궤도는 역제곱 법칙을 성립시킨다는 것을 알아냈다. 또, 핼리는 과거의 자료들을 통해서 혜성이 76년 주기로 돌아온 다는 것을 발견해 내었다. 하지만 그는 존 플램스티드로부터 정확한 관측 자료를 얻지 못했기 때문에 그의 생각을 발표할 수 없었다.
정부 고위직인 요셉 윌리엄슨 경과 조나스 무어경은 핼리의 헬레나 섬으로의 과학 탐험을 지원했다. 1676년에 찰스 2세는 그에게 동인도 회사를 추천하고 헬레나 섬으로 수송품을 조달했다. 그는 관측 기구로 재산을 하사받았다. 그에 대한 답으로 핼리는 찰스 2세에게 남반구의 별 평면 천체도를 바친다. 이는 별자리(현재의 Southern Cross)를 포함한다. 핼리는 이 별자리를 Robur Caroilnum라 명명했다.
핼리는 또 다시 윌리엄슨 경의 도움으로 옥스퍼드에서 석사 학위 왕실 위임장을 얻었다. 그는 옥스퍼드의 새빌 좌 교수로 틸로슨 대주교의 지지를 받았다. 그러나 틸로슨 대주교는 핼리를 강력히 지원할 수 없었기 때문에 핼리는 임명 받지 못했고 핼리가 종교적 바탕을 잃었다고 설명했다. 그러나 뉴턴이 핼리의 후원자였기 때문에 그는 Chester mint에서의 자리를 약속받을 수 있었다. 그리고 핼리는 힘 있는 해군 고위 인사들 사이에 후원자들을 가지고 있었다. 1698년부터 1701년 사이에 그들은 핼리의 원정을 후원했다. 노팅엄의 백작은 오스트리아 제국의 임무에 배치한 다음, 그가 돌아왔을 때 그의 약속대로 새빌 좌 교수 자리를 주었다. 핼리가 그의 첫 오스트리아 임무를 성공적으로 완수한 후 신성 로마 제국은 그에게 다이아몬드 반지를 선사했다. 핼리는 윌리엄 3세에게 자기에 변화에 따라 등각선으로 표시한 대서양의 지도를 봉납했다. 그리고 같은 방법으로 만든 세계지도를 조지 왕자에게 바쳤다.
핼리는 Macclesfied와 sunderland의 백작 덕택으로 왕실 천문학자가 되었다. 1729년 캐롤라인 왕비는 그의 소득을 보태주기 위해 그에게 해군 대위의 임금의 반을 받도록 하였다.

## 저서

### 남반구 천체 목록
《남반구 천체 목록》(Catalogus Stellarum Australium, 1679)은 남반구 별들의 위치를 망원경으로 관찰해 목록화하여 처음으로 출판된 책이다.
1676년 핼리는 세인트헬레나섬으로 가는 배에 승선하였는데, 그는 남반구의 별들을 관찰하기 위해 천문 관측 장비들을 가져갔다. 《남반구 천체 목록》에서는 341개의 남반구 별들의 위치를 설명하고 있으며 그의 관측결과들이 성도에 추가됨에 따라 그는 천문학자로서의 명성을 얻게 되었다.
이 책은 호주 하늘의 별들에 대한 첫 번째 출판된 기록이 때문에 중요한 자료로 여겨지고 있다.

### 혜성 천문학 총론

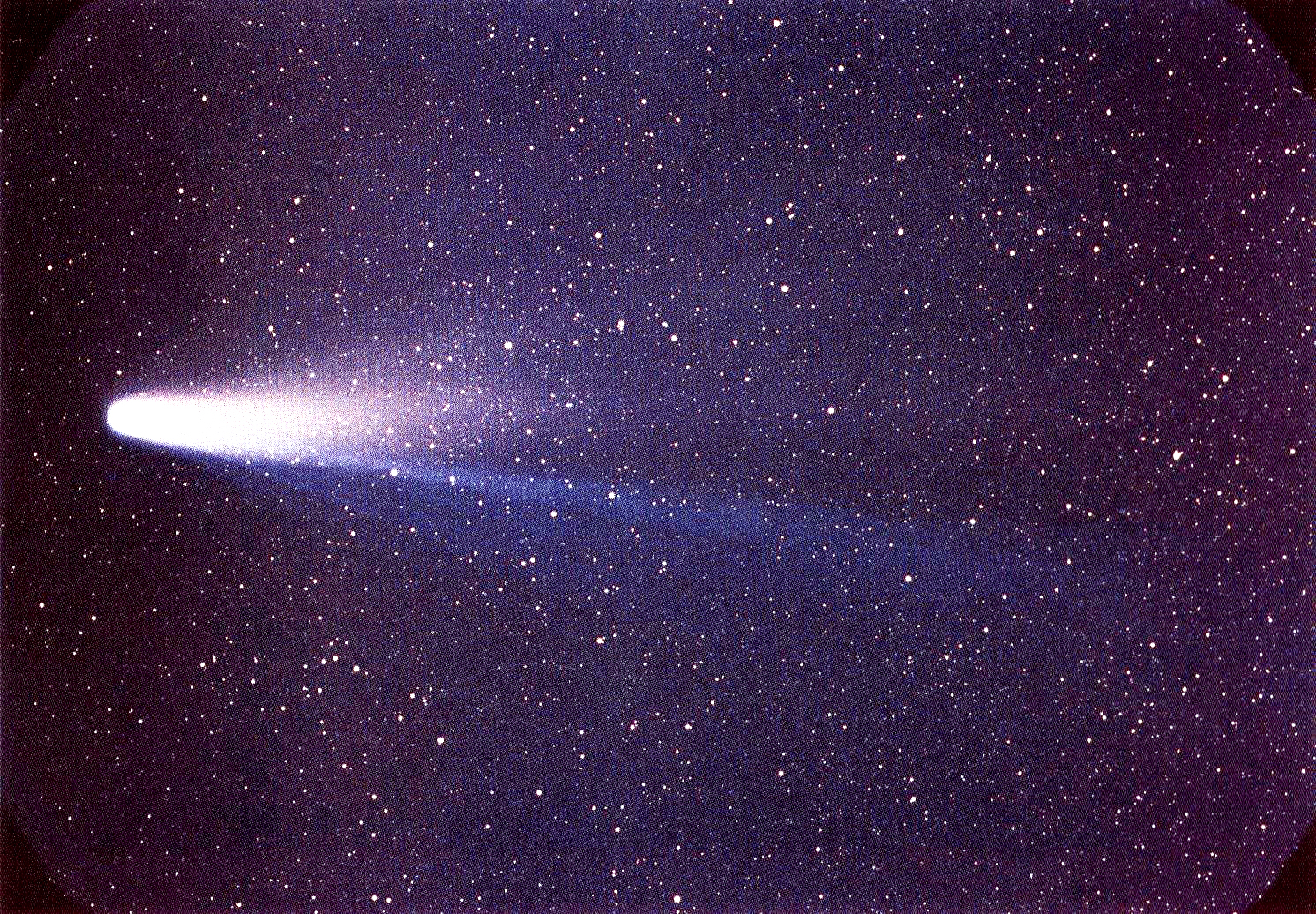
핼리 혜성

《혜성 천문학 총론》(A Synopsis of the Astronomy of Comets, 1705)는 1682년부터 1705년까지 핼리가 뉴턴의 운동법칙을 모든 가능한 혜성의 자료에 적용하여 출판한 책이다. 핼리는 《혜성 천문학 총론》에서 1705년, 1337년부터 1698년까지 관측된 24개 혜성의 포물선 모양 궤도를 설명하였다.
《혜성 천문학 총론》에서 핼리는 1456년, 1531년, 1607년, 1682년에 나타났던 혜성이 모두 같은 혜성이라는 주장을 하였고, 이 혜성이 75~76년의 주기를 가지며, 1758년 다시 나타날 것이라고 예측하였다. 핼리는 1682년 출현한 대혜성을 관찰하고 그것을 1531년과 1607년에도 출현했었던 혜성의 회귀라고 주장하였다. 이 혜성은 지금 핼리 혜성이라 불린다. 그는 뉴턴의 역학을 적용하여 혜성의 궤도를 계산하여 《혜성 천문학 총론》을 출판하였다.
후에 이 예측이 사실로 밝혀지면서 이 혜성을 핼리 혜성이라고 부르게 되었다. 그는 혜성이 나타났던 1758년 12월 25일보다 15년이나 먼저 죽었지만, 그가 죽은 후에도 지속적인 명성을 얻었다. 이 날짜는 실제로 핼리가 예상했던 것보다 단지 며칠 후였다. 이것은 혜성이 지금까지 믿어져 왔던 것처럼 기상 현상이 아닌 천체라는 확정적인 증거가 되었다.

## 영향력

### 플램스티드와 핼리
존 플램스티드는 핼리를 ‘남쪽의 티코’라고 부르며 핼리를 높이 평가했다. 그러나 초기 그들의 우호적인 관계는 나중에 권력 싸움으로 인해 존 플램스티드와 핼리, 뉴턴이 갈라지며 악화되었다. 그들의 불화는 핼리가 왕립 천문학회 (Astronomer Royal's)의 뜻과 반대로 존 플램스티드의 《Historia Coelestis Britannica》를 편집할 때 극대화되었다. 존 플램스티드는 핼리를 표절로 고소했고 그의 남은 평생을 핼리의 명성을 훼손시키는데 소비했다.

### 뉴턴과 핼리

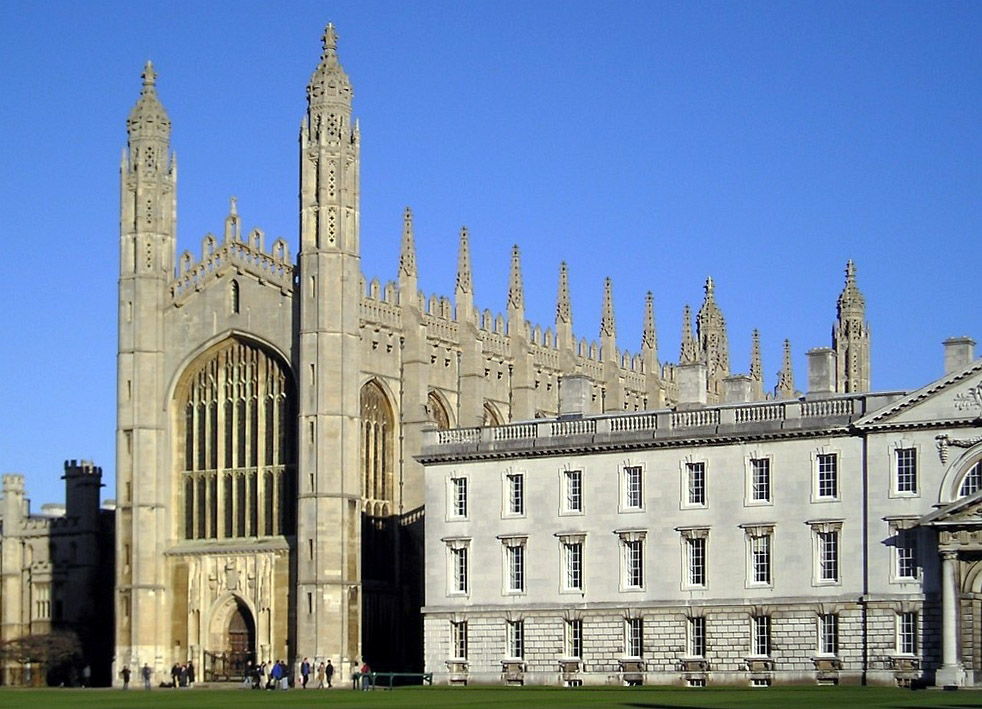
케임브릿지 대학교

뉴턴과 함께 케임브릿지에 있었던 발명가이자 현미경숙련자인 로버트 훅과 유명한 건축가였던 크리스토퍼 렌 경과 함께 런던 왕립학회 멤버 중 가장 어렸던 핼리는 행성 운동의 기계적인 설명을 찾으려고 시도하고 있었다. 그들의 문제는 어떤 힘이 행성을 우주로 날아가거나 태양으로 끌려가게 하지 않고 태양 주변을 한 방향으로 운동하게 하는지 결정해야하는 것이었다. 그들 모두 생계와 업적을 위해 과학에 의존하고 있었으므로 그들 각각은 서로가 답을 처음으로 찾으려고 노력하였다. 이런 우선권에 대한 열망이 과학을 촉진시키는 원동력이 되었고, 그들 사이의 적극적인 토론과 경쟁의 원인이 되었다.
핼리와 뉴턴의 우정은 1684년 행성 운동에 대한 뉴턴의 견해에 대해 토론하기 위해 핼리가 케임브릿지 대학을 방문하게 된 계기로 시작되었다. 핼리의 가장 중요한 과학적 공여는 아이작 뉴턴과 함께 태양으로부터의 혜성의 거리의 제곱이 만유인력에 반비례할 때 혜성 궤도의 모양을 알아내는 것으로부터 시작되었다. 뉴턴은 혜성 궤도의 모양이“타원형”이라고 생각하고 있었다. 뉴턴은 핼리에게 20년 전에 이것을 알아냈지만 출판하지 않았다고 말한다. 뉴턴이 출판을 꺼렸던 이유는 뉴턴이 아직도 과거 로버트 훅이 뉴턴의 빛에 대한 이론을 비판했었기 때문이다. 핼리는 뉴턴으로 하여금 그의 가장 훌륭한 업적인 프린키피아를 적도록 유도하기 위해 뉴턴을 달랬고 자신이 직원이자 편집자였던 왕립학회를 통해 그것을 출판하도록 하였다. 왕립학회가 재정상 마땅치가 않았을 때에도 핼리는 그의 사비로 책의 출판에 필요한 돈을 지불했다. 왕립 학회는 “핼리가 프린키피아 사업에 착수하여 그의 돈으로 그것을 출판했다”고 입장을 밝혔다. 그는 뉴턴과 상의하여 재치 있게 뉴턴과 훅 사이의 우선권 논쟁을 진압하였고, 프린키피아를 수정, 저자에게 존경을 표하는 라틴어의 서문을 쓰고 교정하였으며, 1687년 책을 출판하였다.
또한 핼리는 다이빙에 관해서 실험을 했다. 그는 다이버의 헬멧과 종을 디자인했다. 그가 다양한 깊이에서 관찰한 햇빛의 색들은 아이작 뉴턴에게로 보내졌고, 뉴턴은 그것을 그의 책 Optics에 넣었다. 핼리는 침몰선을 인양하는데 사용하는 헬멧과 벨을 만드는 회사를 열기도 하였다.

### 시대에 미친 영향력
핼리의 항해 문제와 같은 과학의 현실적인 적용에 관한 걱정은 과학이 인간을 구원하는 데 쓰여야 한다고 말한 영국 작가 프랜시스 베이컨이 왕립 학회에 미친 영향을 드러내고 있다. 그의 폭넓은 흥미를 통해, 핼리는 과학적 전문화의 전조가 된 고도의 전문적인 능숙함을 보여주었다. 뉴턴의 업적에 대한 그의 현명한 평가는 서양 사상의 출현을 가져오는 데 중요한 역할을 하였다.

### 비공식적 관계
핼리는 뉴턴의 친구로써 뉴턴-라이프니츠 논쟁에 참여하였다. 또, 해리슨의 시계 제작에 도움을 준다. 데이비드 그레고리와 함께 Apollonius conics의 번역에 참여하며, 1678년부터 1743년까지는 왕실 학회 회원, 1685년부터 1692년까지는 철학적 거래 관리 위원회, 1729년부터 1743년까지는 The Académie des Sciences at Paris 회원으로 활동한다.

## 핼리 이후의 천문학
1757년, 파리 천문대의 감독관이었던 프랑스의 수학자 알렉시스 클레로와 프랑스의 천문학자 제롬 랑랄드는 핼리 혜성에 대한 표를 개선시켰다. 프랑스의 훌륭한 수학자이자 천문학자인 Nicole-Reine Hortense Lepaute는 목성과 토성이 혜성을 끌어 당기는 중력의 정도와 혜성이 돌아 오는 정확한 시간을 결정지었다. 혜성의 귀환에 대한 핼리의 생각이 맞다면 Lepaute에게는 엄청나게 많고 세밀함을 요구하는 계산을 해낼 시간이 거의 없었다. 그녀는 6개월 동안 밤낮을 가리지 않고 하루 종일 일했다. 결국 그녀는 토성의 중력은 혜성의 이동을 100일 동안 지연시키고, 목성의 중력은 518일 동안 지연시킨다는 것을 계산해냈다. 이 세명의 과학자들은 핼리가 범한 계산 실수를 발견하였지만 혜성이 돌아올 것이라는 핼리의 예상은 완벽하게 옳다는 것을 밝혀냈다. 그들은 혜성이 1759년 4월 13일에 근일점에 올 것이라고 예상했다. 실제로 혜성은 1759년 3월 13일에 근일점에 위치했기 때문에 그들의 결과와는 한 달의 차이가 있었다. 이에 대해 제롬 랑랄드는 Lepaute에게 모든 영예를 안긴 반면, 알렉시스 클레로는 공식적으로 Lepaute이 한 공헌의 중요성을 깨닫지 못했다.
1986년 3월 14일, 유럽 우주 기구에 의해 발사된 우주탐사기 Giotto가 핼리 혜성이 근일점에 다가왔을 때 핼리 혜성의 핵으로 날아갔다. Giotto의 이름은‘동방박사의 예배(Adoration of the Magi)’에 핼리 혜성으로 믿어지는 혜성을 그린 화가 Giotto Ambrogio di Bondone의 이름에서 따왔다. 탐사기는 텔레비전 장면과 과학 자료들을 지구로 전송했다. 이전의 기기들은 사용할 수 없는 정보들을 주었지만, Giotto는 2000장이 넘는 사진을 통해 혜성의 핵이 길이 9.3마일, 넓이 6마일의 칠흑색 감자 모양이며 언덕과 골짜기를 갖고 있다는 것을 보여주었다. 가스와 먼지로 이루어진 두 개의 밝은 꼬리는 각각 길이 9마일로 핵으로부터 뻗어져 나왔다. Giotto의 기기들은 혜성이 매 시간마다 30톤의 물과 5톤의 먼지를 잃으며 결국에 산산조각 날 것이라는 것을 알아냈다.

## 이름을 딴 곳
- 핼리 혜성
- 핼리 크레이터(달)
- 핼리 크레이터(화성)
- 핼리 연구 기지(남극)